# Repräsentantenhaus (Nigeria)

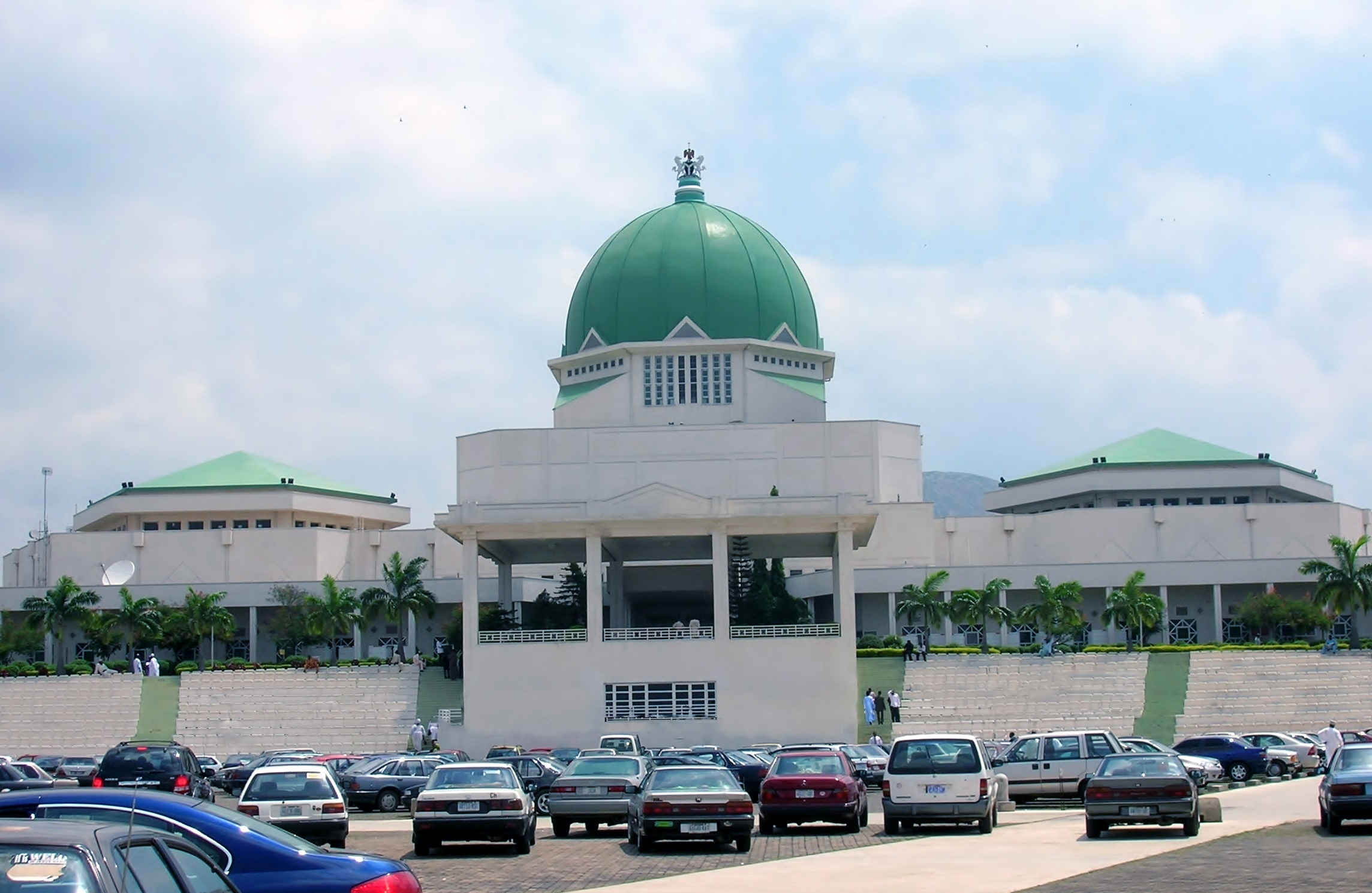
Repräsentantenhaus von Nigeria

Siegel des Repräsentantenhauses von Nigeria

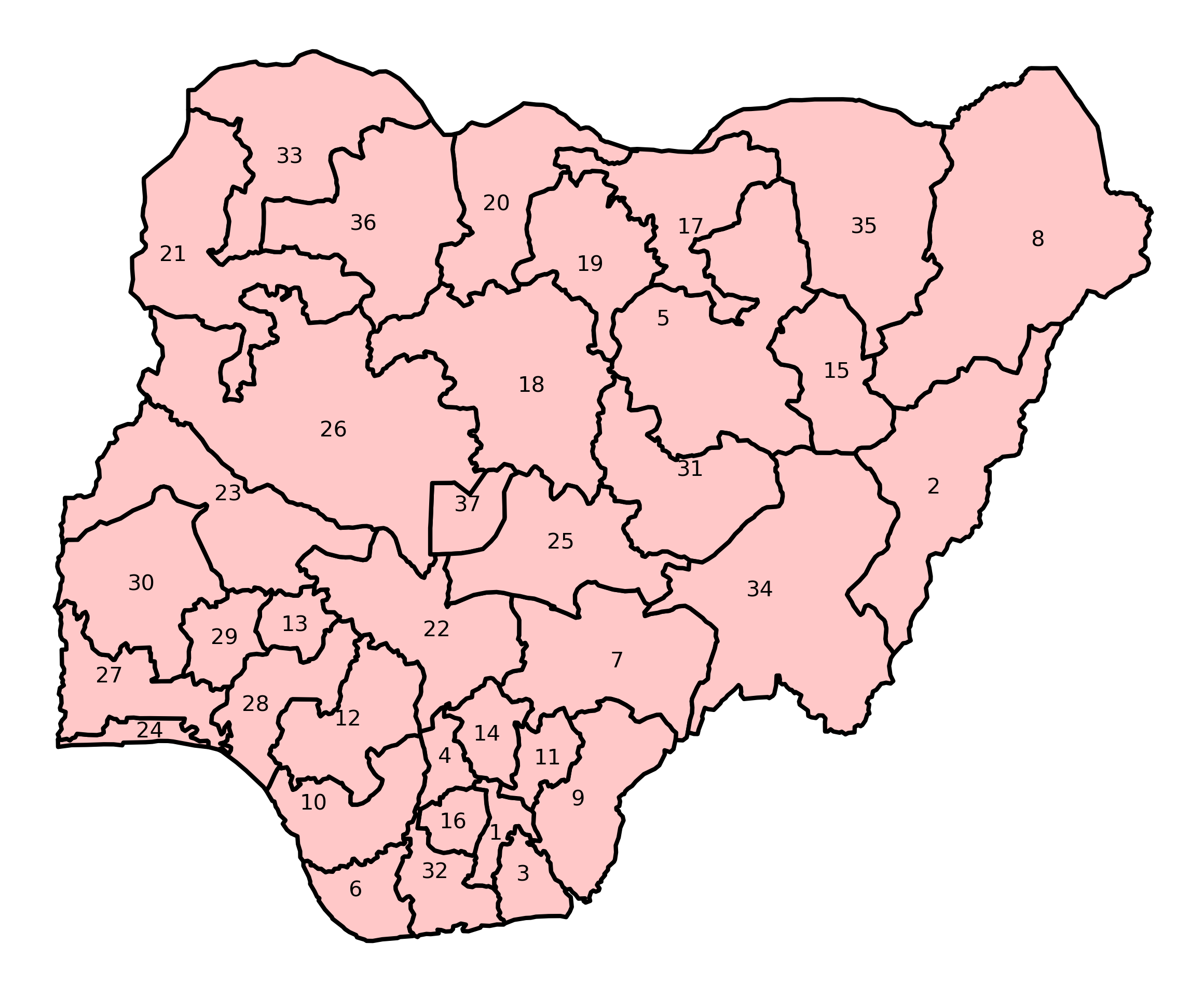
Wahlkreise Nigerias

Das Repräsentantenhaus von Nigeria (englisch House of Representatives of Nigeria, Abkürzung HOR Nigeria) in Abuja ist Teil der Nationalversammlung der Bundesrepublik Nigeria (englisch National Assembly of the Federal Republic of Nigeria).
Das Repräsentantenhaus ist das Unterhaus des aus zwei Kammern bestehenden Parlaments in Nigeria. Es besteht gewöhnlich aus 360 Abgeordneten, die im Mehrheitswahlrecht in den Wahlkreisen für vier Jahre gewählt werden. Das Oberhaus wird vom Senat gebildet.

## Wahlen
Die letzten Wahlen zum Repräsentantenhaus fanden im Februar 2019 statt. Der All Progressives Congress (APC) gewann die absolute Mehrheit der Mandate.
Am 12. Juni 2019 wurde Femi Gbajabiamila (APC) zum Speaker gewählt.